# Valerie Adams

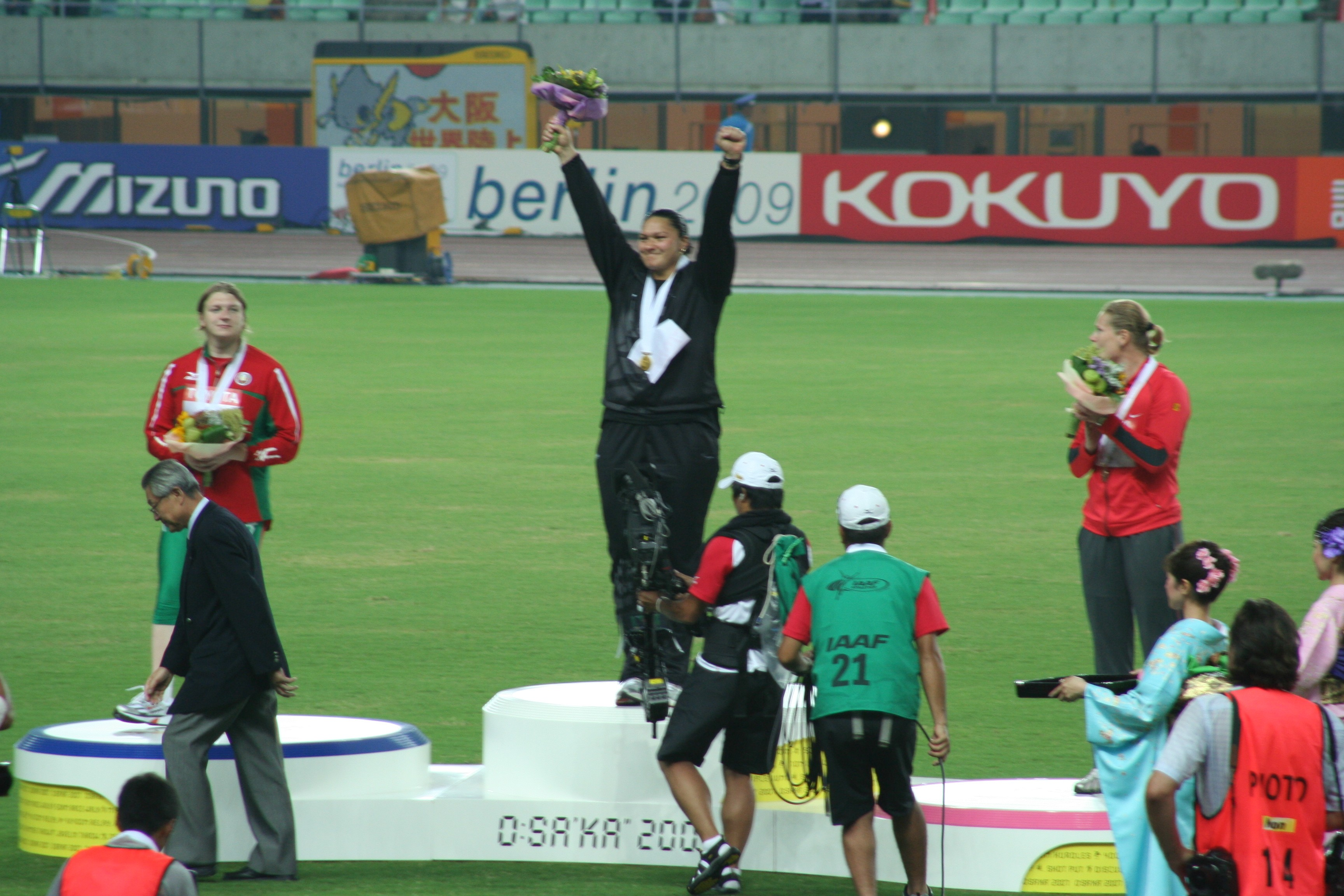
Adams als Siegerin bei den Weltmeisterschaften 2007 in Osaka.

Dame Valerie Kasanita Adams, DNZM (* 6. Oktober 1984 in Rotorua) ist eine ehemalige neuseeländische Leichtathletin. Sie ist zweifache Olympiasiegerin und vierfache Weltmeisterin im Kugelstoßen.

## Sportliche Laufbahn
Adams begann im Alter von 14 Jahren mit dem Leistungssport. Bereits als Juniorin gehörte sie zu den stärksten Kugelstoßerinnen ihres Landes. Im Alter von 16 Jahren wurde sie 2001 zum ersten Mal Neuseeländische Meisterin, im gleichen Jahr wurde sie Jugendweltmeisterin. 2002 gewann sie den Titel bei den Juniorenweltmeisterschaften in Kingston und holte bei den Commonwealth Games in Manchester die Silbermedaille.
2003 nahm sie an den Weltmeisterschaften in Paris/Saint-Denis teil und wurde im Kugelstoßen mit einer Weite von 18,65 m Fünfte. Im Jahr darauf erreichte sie bei den Olympischen Spielen in Athen ebenfalls das Finale und belegte am Ende des Wettkampfs mit 18,56 m Rang acht.
Bei den Weltmeisterschaften 2005 in Helsinki belegte Adams mit einer Weite von 19,62 m den dritten Rang. 2006 siegte sie bei den Commonwealth Games in Melbourne mit 19,66 m. Ein Jahr später gewann sie die Goldmedaille bei den Weltmeisterschaften 2007 in Osaka. Im letzten Durchgang des Wettbewerbs erzielte sie eine Weite von 20,54 m und verdrängte die Belarussin Nadseja Astaptschuk auf den zweiten Platz. Mit diesem Titelgewinn gelang es ihr, im Jugend-, im Junioren- und im Seniorenbereich den Weltmeistertitel zu gewinnen (zuvor schafften das nur Jana Pittman 2003, Jelena Issinbajewa 2005 und Veronica Campbell 2007). Bei den Weltmeisterschaften 2009 in Berlin konnte sie ihren Titel mit einer Weite von 20,44 m erfolgreich verteidigen. Zwei Jahre später wiederholte sie ihren Erfolg. Mit einer Weite von 21,24 m gewann sie im südkoreanischen Daegu bei den Weltmeisterschaften 2011 ihre dritte Goldmedaille bei Welttitelkämpfen. Bei den Weltmeisterschaften 2013 in Moskau gewann sie mit einer Weite von 20,88 m erneut den Titel und wurde damit zur erfolgreichsten Kugelstoßerin bei Weltmeisterschaften.
Das Olympiajahr 2008 begann für Valerie Adams mit dem Titelgewinn bei den Hallenweltmeisterschaften 2008 in Valencia. Im Sommer feierte sie ihren größten Erfolg. Mit einer Weite von 20,56 m wurde sie Olympiasiegerin im Kugelstoßen bei den Olympischen Spielen in Peking. Valerie Adams war damit die erste Frau seit Yvette Williams 1952, die für Neuseeland eine olympische Goldmedaille in der Leichtathletik gewinnen konnte. Auch bei den Olympischen Spielen 2012 in London wurde Valerie Adams Goldmedaillengewinnerin im Kugelstoßen; zwar hatte die Belarussin Nadseja Astaptschuk 66 cm weiter gestoßen, wurde jedoch wegen zweier positiver Dopingproben disqualifiziert. Bei den Olympischen Spielen 2016 in Rio de Janeiro gewann sie mit einer Weite von 20,42 m die Silbermedaille hinter Michelle Carter. Bei den Olympischen Spielen in Tokio konnte sie erneut eine Medaille gewinnen, diesmal Bronze mit einer Weite von 19,62 m, hinter Olympiasiegerin Gong Lijiao (20,59 m) aus China und Raven Saunders (19,79 m) aus den USA. Während der Schlussfeier war sie die Fahnenträgerin ihrer Nation.
Bis 2007 wurde sie siebenmal Neuseeländische Meisterin im Kugelstoßen. Außerdem wurde sie 2003 die nationale Meisterin im Hammerwurf und 2004 im Diskuswurf. Dazu konnte sie 2011, 2012, 2013, 2014 und 2016 fünfmal die Gesamtwertung der Diamond League für sich entscheiden.
Adams war über fünf Jahre und 56 Wettkämpfe unbesiegt. Nach einer Schulteroperation wurde sie 2015 zum ersten Mal von Christina Schwanitz bezwungen.
Bei einer Körpergröße von 1,93 m betrug ihr Wettkampfgewicht 120 kg. Sie wurde in der Schweiz von Jean-Pierre Egger und Werner Günthör trainiert.
Am 1. März 2022 beendete Adams ihre Karriere.

## Persönliche Bestleistungen
- Kugelstoßen: 21,24 m, 29. August 2011, Daegu (Ozeanienrekord)
  - Halle: 20,54 m, 10. März 2012, Istanbul (Ozeanienrekord)
- Diskuswurf: 58,12 m, 31. März 2004, Whanganui
- Hammerwurf: 58,32 m, 6. April 2002, Auckland

## Persönliches
Adams ist mütterlicherseits tonganischer und väterlicherseits schottischer Abstammung. Ihr Vater, der sich nach seinem Dienst in der Royal Navy in Neuseeland niederließ, hatte insgesamt 18 Kinder mit fünf Frauen. Sie war von 2004 bis 2010 mit dem neukaledonischen Diskuswerfer Bertrand Vili verheiratet. Bei den Weltmeisterschaften 2005, 2007 und 2009 startete sie unter dem Namen Valerie Vili, 2010 ließ sie sich scheiden und tritt seitdem wieder unter ihrem Geburtsnamen an. Sie war von 2016 bis 2023 mit Gabriel Price, einem Kindheitsfreund, verheiratet. Aus der Ehe gingen ein Sohn und eine Tochter hervor.
Valerie Adams hat 17 Geschwister, darunter den Basketballspieler Steven Adams, der aktuell (2024) in der NBA bei den Houston Rockets spielt. Zwei weitere Brüder spielten Profi-Basketball in Neuseeland. Ihre Schwester Lisa Adams ist paralympische Meisterin im Kugelstoßen und Diskuswurf und leidet an Zerebralparese und wird von Valerie Adams trainiert. Diese gewann bei den Sommer-Paralympics 2020 in Tokio die Goldmedaille in der Klasse T37.

## Auszeichnungen
- 2014: Welt-Leichtathletin des Jahres